# Ethan Gutmann
Ethan Gutmann je oceněný investigativní novinář, publicista, spisovatel, obhájce lidských práv a bývalý mimořádný člen Nadace pro obranu demokracií (Foundation for Defense of Democracies.) Ve své práci se zaměřuje na oblast Číny a široce o této problematice publikuje. Je autorem dvou knih o Číně. Gutmann pochází ze Spojených států amerických, ale v současnosti žije v Londýně.
Gutmann vypovídal mimo jiné před americkým Kongresem, před parlamentním výborem Spojených států pro zahraniční záležitosti,  před Evropským parlamentem nebo v Organizaci spojených národů. 

## Ztráta Nové Číny: příběh amerického obchodu, touhy a zrady
Jay Nordlinger o této knize z roku 2004 napsal, že „je o nechutném vztahu mezi americkou podnikatelskou komunitou a Komunistickou stranou Číny. Naši podnikatelé vycházejí vstříc komunistické straně a zavírají oči před pronásledováním." Někdy dokonce při perzekuci asistují, jako například když Cisco a další technologické společnosti vynalezly způsob, jak monitorovat a zatknout praktikující Fa-lun-kungu (Fa-lun Kungu)". Gutmann na této knize začal pracovat, když žil ještě v Pekingu.

## Vyšetřování odebírání orgánů v Číně
V roce 2006 se vynořila obvinění, že je velké množství stoupenců Fa-lun-kungu zabíjeno pro své orgány, které jsou používány při transplantacích. Tato obvinění vedla k vyšetřování, které zahájili David Kilgour a David Matas. Jejich zpráva uvádí, že „zdroj 41 500 transplantátů za šestileté období v letech 2000 až 2005 zůstává nevysvětlen“ a „domníváme se, že (v Číně) docházelo a dodnes stále dochází k nedobrovolným masovým konfiskacím orgánů od praktikujících Fa-lun-kungu.“
Gutmann začal vyšetřovat násilné odebírání orgánů v Číně v roce 2006. Motivovalo ho k tomu právě vyšetřování Kilgoura a Matase. V roce 2012 byla vydána publikace „Orgány státu: Zneužívání transplantací v Číně", která obsahuje pojednání od šesti lékařských pracovníků, Davida Matase a Ethana Gutmanna.

## Jatka: Masové vraždy, odebírání orgánů a čínské řešení problému s disidenty
V srpnu 2014 byl publikován anglický originál knihy Jatka pod názvem The Slaughter: Mass Killings, Organ Harvesting, and China's Secret Solution to Its Dissident Problem. Jde o zákulisní pohled do světa čínské transplantologie a jejího napojení na pracovní tábory a zadržovací centra. Čínští lékaři používají podle knihy k transplantacím orgánů zadržované disidenty z řad Fa-lun-kungu, Tibeťanů, Ujgurů a domácích křesťanů. Gutmann také rozebírá vznik a růst Fa-lun-kungu v Číně a jeho následné pronásledování komunistickým režimem, jakož i důvody, které k perzekuci vedly.
Kniha Jatka vznikala sedm let. Gutmann v průběhů práce na knize vyzpovídal přes 100 svědků z řad disidentů, lékařů, policistů či správců pracovních táborů. V češtině byla kniha vydána 16. listopadu 2015 nakladatelstvím Cpress pod ISBN 9788026408932.

## Ocenění
Gutmannova první kniha Ztráta Nové Číny získala cenu "Spirit of Tiananmen" a byla navržena na "Knihu roku" deníku The New York Sun, a na cenu "Chan's Journalism Award" za pozoruhodný literární výkon.

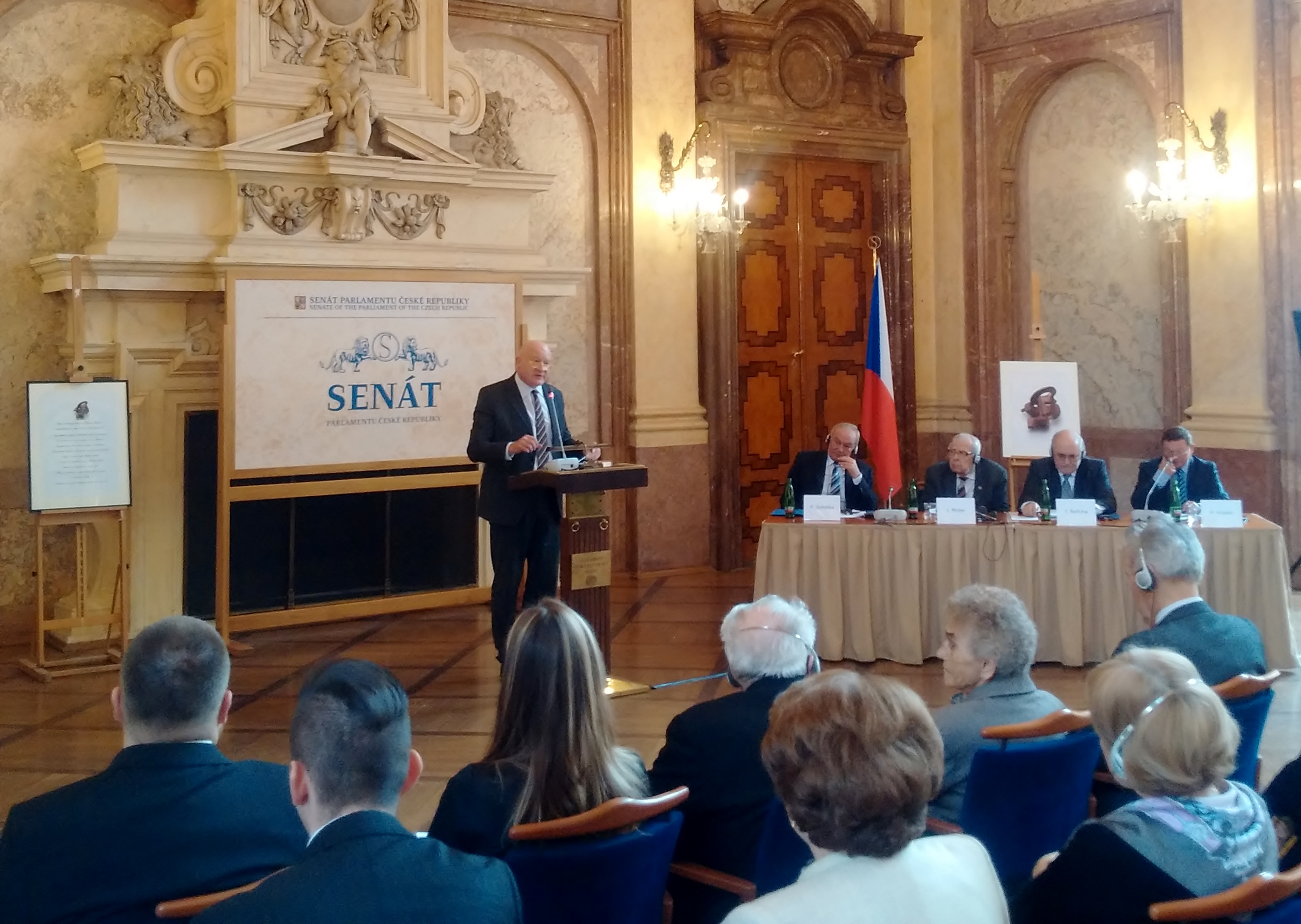
Ethan Gutmann při projevu v Senátu ČR na konferenci Rodina v nesvobodě v rámci festivalu Mene Tekel.

## Vystoupení ve filmových dokumentech
Gutmann promluvil v dokumentárních snímcích Transmission 6-10 (2009), Red Reign: The Bloody Harvest of China's Prisoners (2013), ve Free China: The Courage to Believe (Svobodná Čína: Odvaha věřit) (2011) a v Hard To Believe (2015).

## Pobyt v České republice
Ethan Gutmann byl v roce 2015 oficiálním hostem mezinárodního festivalu proti totalitě, zlu a násilí - Mene Tekel. Do Prahy přijel společně s Davidem Kilgourem, aby promluvil o problematice násilných odběrů orgánů v Číně. Při svém pobytu pronesl proslov na půdě českého Senátu a poskytl rozhovor iDnes, Českému rozhlasu a Epoch Times.
V lednu 2016 přijel Gutmann do České republiky, aby propagoval svou knihu Jatka a poukázal na problematiku tranpslantační turistiky do Číny. V rámci svého pobytu vystoupil také před Podvýborem pro lidská práva Petičního výboru Poslanecké sněmovny, přednášel studentům bioetiky na 2. lékařské fakultě Univerzity Karlovy a na Univerzitě Hradec Králové v rámci konference Výchova k dobru.